# Misa de medianoche (miniserie)

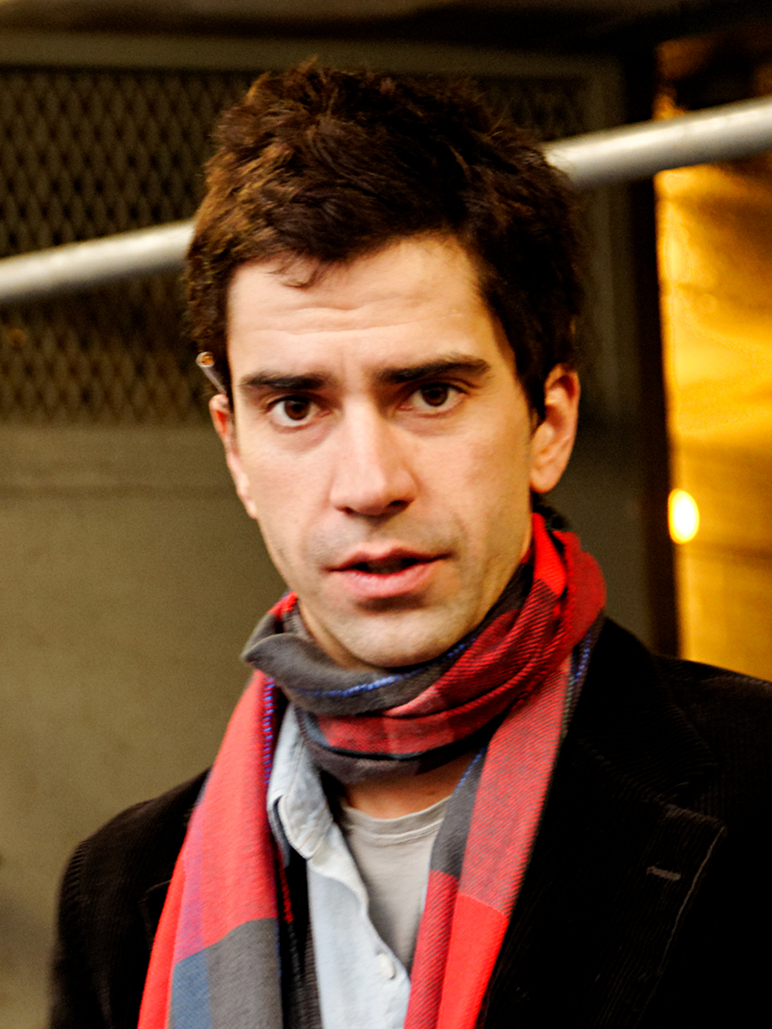
El actor estadounidense Hamish Linklater en la puerta del escenario del John Golden Theatre tras una representación de Seminar, de Theresa Rebeck.

Misa de medianoche (Inglés: Midnight Mass) es una miniserie de televisión de terror sobrenatural estadounidense creada y dirigida por Mike Flanagan para Netflix. El reparto incluye a Zach Gilford, Kate Siegel y Hamish Linklater. La serie se centra en una comunidad isleña aislada que experimenta eventos sobrenaturales después de la llegada de un sacerdote misterioso.

## Sinopsis
Misa de medianoche cuenta la historia de una pequeña y aislada comunidad isleña cuyas divisiones existentes se ven amplificadas por el regreso de un joven deshonrado y la llegada de un sacerdote carismático. Cuando la aparición del padre Paul en Crockett Island coincide con eventos inexplicables y aparentemente milagrosos, un fervor religioso renovado se apodera de la comunidad, pero ¿estos milagros tienen un precio?
Netflix.

## Reparto
El reparto de Midnight Mass está formado por:
- Zach Gilford
- Kate Siegel
- Hamish Linklater
- Annabeth Gish
- Michael Trucco
- Samantha Sloyan
- Henry Thomas
- Rahul Abburi
- Crystal Balint
- Matt Biedel
- Alex Essoe
- Rahul Kohli
- Kristin Lehman
- Robert Longstreet
- Igby Rigney
- Annarah Shephard

## Desarrollo
El 1 de julio de 2019, Netflix anunció una serie de televisión web de terror de siete episodios, con Mike Flanagan como escritor, director y productor ejecutivo.
En febrero de 2020, Zach Gilford, Kate Siegel y Hamish Linklater fueron anunciados como papeles principales de la serie.
La producción estaba originalmente programada para comenzar en marzo de 2020, pero se retrasó debido a la pandemia de COVID-19.
Midnight Mass entró en producción el 17 de agosto de 2020 en Vancouver, Canadá y concluyó el 15 de diciembre de 2020.